# Szkublics Márkó
Szkublics Márkó (? - Zimony, 1521. július 12.) magyar-horvát nemes, Zimony várának védője.

## Zimonyeleste
Szkublics Márkó és 350 naszádosa, valamint a felfegyverzett polgárság július 5-12-ig tartották hősiesen Zimony várát. Amikor a törökök behatoltak a várba a lakosság és a naszádosok egy része megadta magát, Szkublics mintegy százfőnyi csapattal a végsőkig kitartott. A csatában súlyos sebet kapott. Félholtan vitték Piri Mehmed nagyvezír elé, aki egy magukkal hozott harci elefánttal megölette.